# Pius VI.

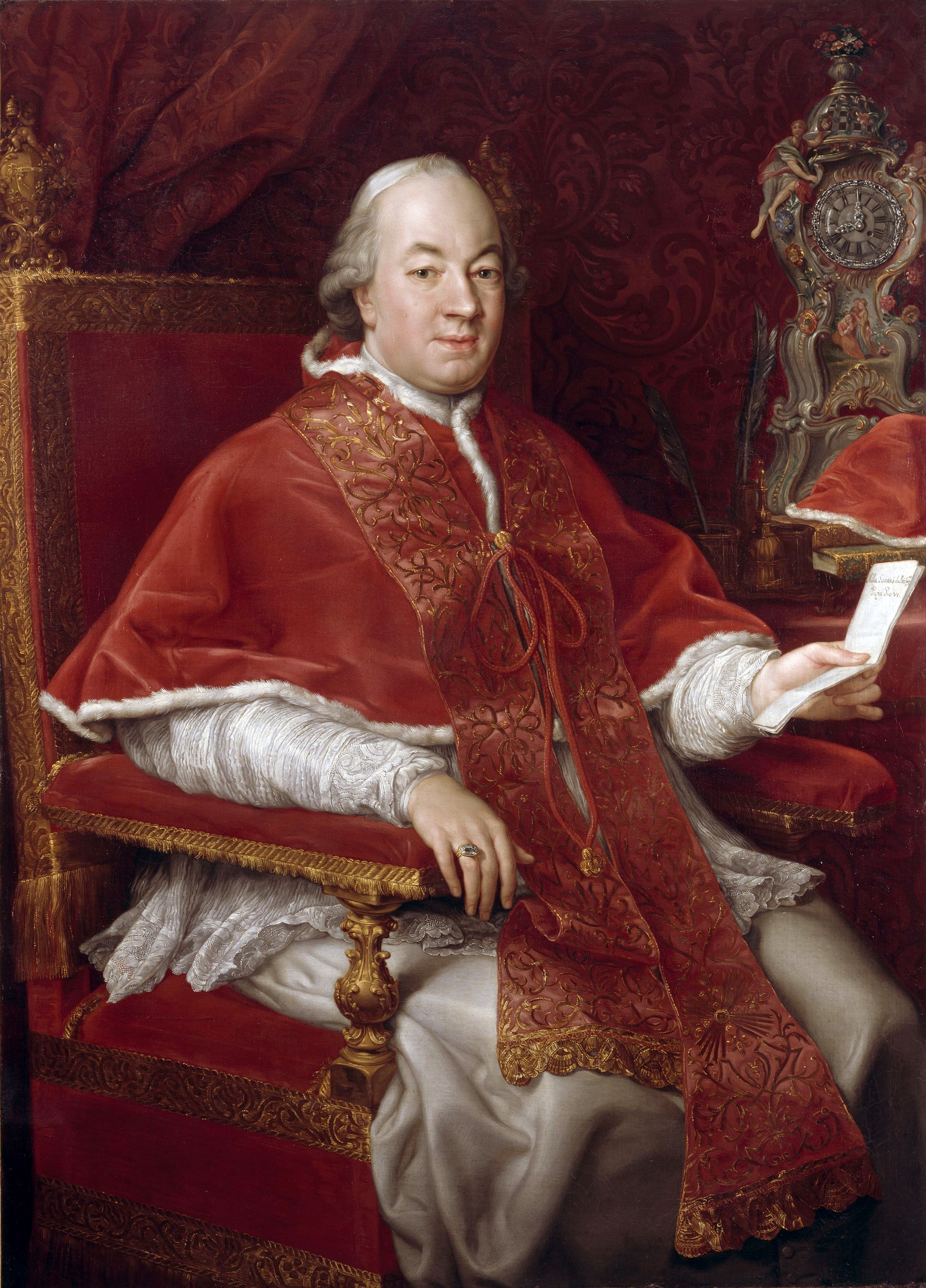
Pompeo Battoni: Pius VI.

Pius VI. (bürgerlich Giovanni Angelo Graf Braschi; * 25. Dezember 1717 in Cesena, Kirchenstaat; † 29. August 1799 in Valence) war von 1775 bis 1799 250. Papst der römisch-katholischen Kirche. Zuvor war er ab 1758 Priester und ab 1773 Kardinal. Sein Pontifikat gehört mit 24 Jahren zu den längsten der Kirchengeschichte.

## Leben vor seinem Pontifikat
Angelo Onofrio Melchiorre Natale Giovanni Antonio Braschi, Sohn einer alten Adelsfamilie, studierte am Jesuitenkolleg in Cesena und wurde schon als Achtzehnjähriger Doktor der Rechtswissenschaften. Während des Konklaves von 1740 war er Sekretär des neugewählten Kardinaldekans Tommaso Ruffo, für den er während des Konklaves die Diözese Ostia-Velletri verwaltete.
Nach dem Tod von Kardinal Ruffo wurde Braschi im Jahr 1753 Kammerdiener von Papst Benedikt XIV. Nachdem er im Jahr 1758 die Priesterweihe empfangen hatte, ernannte ihn der Papst zu seinem Hausprälaten. Am 14. September desselben Jahres wurde Braschi Referent am Apostolischen Gericht. Danach wurde er Sekretär und Auditor von Kardinal Carlo Rezzonico, dem er von dessen Onkel Papst Clemens XIII. empfohlen worden war. Im September 1766 folgte seine Berufung zum Schatzmeister der Apostolischen Kammer. Papst Clemens XIV. ernannte Braschi am 26. April 1773 schließlich zum Kardinal. Er hielt sich aus den kirchlichen Konflikten mit den europäischen Großmächten weitgehend heraus, weswegen er als Kompromisskandidat dann auch zum Papst gewählt wurde.

## Pontifikat

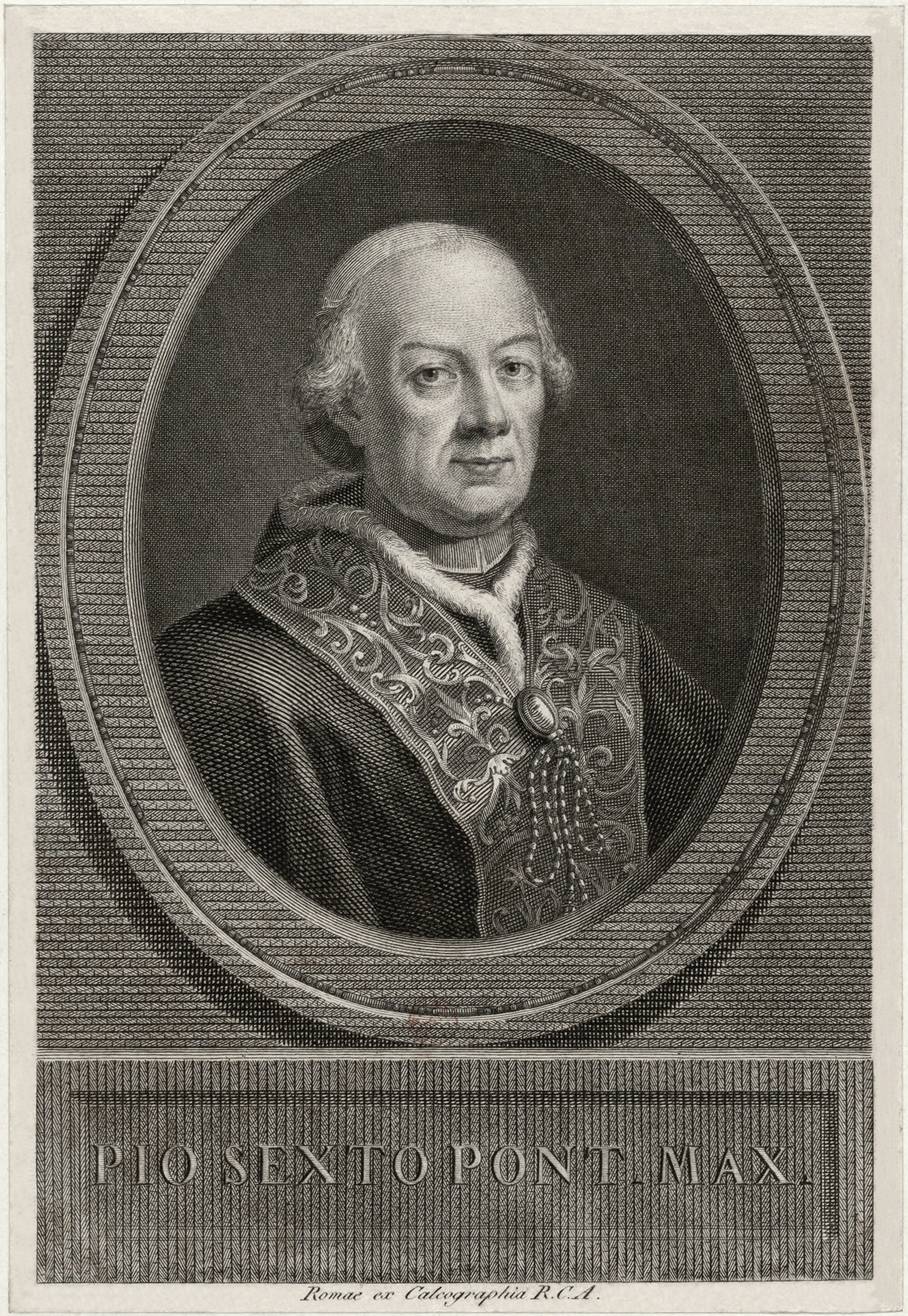
Pius VI., um 1780

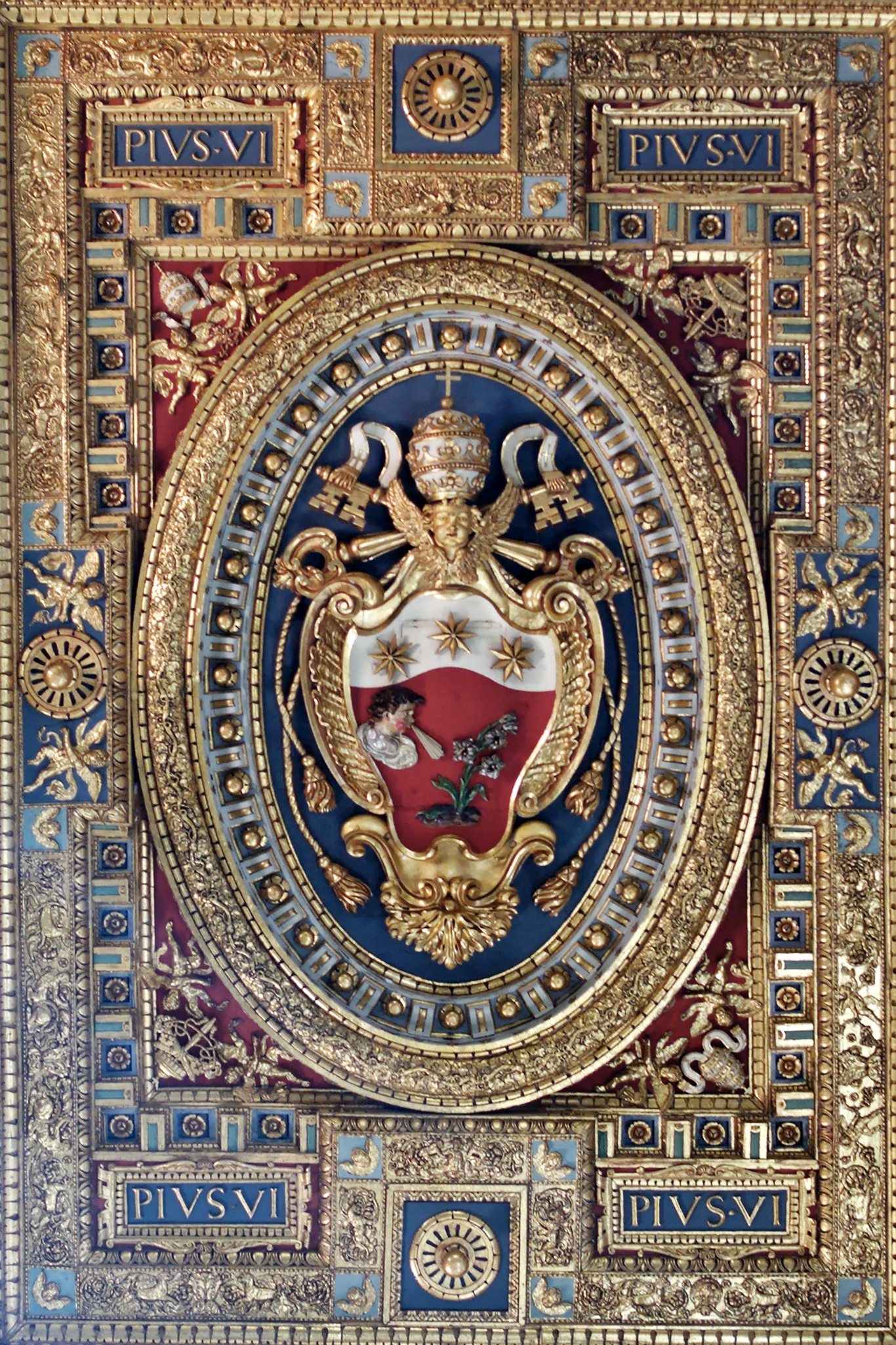
Wappen Pius VI. an der Decke der Lateranbasilika

In einem fast fünf Monate dauernden Konklave wurde der Kirchenjurist und Kardinal Graf Braschi am 15. Februar 1775 zum Nachfolger von Papst Clemens XIV. gewählt. Bei seiner Wahl musste er zusagen, das Jesuitenverbot nicht anzutasten. Die Wiederzulassung des im Jahr 1773 aufgehobenen Jesuitenordens betrieb 1814 sein Nachfolger Pius VII.
Mit seiner Namenswahl wollte Pius VI. an den von 1566 bis 1572 amtierenden Papst Pius V. anknüpfen, der seinerzeit die Beschlüsse des Konzils von Trient mit großem Eifer durchsetzen ließ und Architekt der Heiligen Liga war, die in der Seeschlacht von Lepanto die Osmanen besiegte.
Am 7. Januar 1799 überholte er Hadrian I., dessen Amtszeit 772–795 mit knapp 24 Jahren bisher die längste Amtszeit eines Papstes war. Sein Rekord wurde erst 1870 von Pius IX. übertroffen, der ihn heute noch hält.
Zu den ersten legislativen Akten seiner Amtszeit zählt die Unterzeichnung des Editto sopra gli Ebrei („Edikt über die Juden“), eine Zusammenfassung aller kirchenstaatlichen Judengesetze, die seit der von Paul IV. im Jahr 1555 erlassenen Bulle Cum nimis absurdum hinzugekommen waren. Pius VI. praktizierte auch den Nepotismus wieder stärker als seine Vorgänger, was ihm Kritik einbrachte. So ernannte er seinen Neffen Romoaldo Braschi-Onesti, seinen Onkel Giovanni Carlo Bandi sowie seinen späteren Nachfolger Luigi Barnaba Chiaramonti (Pius VII.), mit dem er mütterlicherseits verwandt war, zu Kardinälen.
Während seines Pontifikats sah sich die Kirche in verschiedenen Ländern starken staatlichen Eingriffen ausgesetzt, besonders im josephinistischen Habsburgerreich. Kaiser Joseph II. wollte in Österreich das Prinzip der Staatskirche einführen, womit erhebliche Beschränkungen des päpstlichen Einflusses verbunden gewesen wären, selbst in geistlichen Fragen. Deshalb unternahm der Papst im Jahr 1782 eine Reise nach Wien und versuchte erfolglos, den Kaiser zum Einlenken zu bewegen. Am Ostersonntag, den 31. März 1782, erteilte Papst Pius VI. den Segen Urbi et Orbi vom Balkon der Wiener Kirche Am Hof und besuchte am 16. April 1782 die Peregrini-Kapelle, deren Patron Peregrinus Laziosi er bis zu seinem Lebensende sehr verehrte. Anlässlich seines Besuches in Wien wurde ein Te Deum des Komponisten Johann Habegger († 1795) gesungen. Auf der Rückreise kam er auch durch Mittelschwaben; im Ort Lamerdingen erinnert eine Säule an die Erteilung des apostolischen Segens dort am 6. Mai 1782.
Auch im Reich versuchte Pius VI. die bischöfliche Macht gegenüber der päpstlichen zu schmälern, indem er im Jahr 1785 in München eine Nuntiatur einrichtete, wogegen die Erzbischöfe von Köln, Trier, Mainz und insbesondere der des Fürsterzbistums Salzburg, Colloredo, protestierten. Im Jahr darauf verabschiedeten die Bischöfe die Emser Punktation, die eine Genehmigung päpstlicher Bullen durch die Bischöfe forderte. Pius VI. ließ eine offizielle Ablehnung der Emser Punktation von Kardinal Giuseppe Garampi sowie vom Theologen Francesco Antonio Zaccaria verfassen und veröffentlichen.
Diese Konflikte traten mit dem Ausbruch der Französischen Revolution im Jahr 1789 in den Hintergrund. In Frankreich wurde das gesamte Kirchengut säkularisiert, die Orden wurden aufgelöst, die Zahl der Bistümer wurde im Zuge der Entchristianisierung stark begrenzt. Bischöfe und Priester wurden von nun an von staatlichen Stellen ernannt und mussten einen Eid auf die Verfassung ablegen.
Der Inhalt der „Erklärung der Menschen- und Bürgerrechte“ stieß bei Papst Pius VI. auf entschiedene Ablehnung. Sein Befremden über die Forderungen der Erklärung drückte er in einem Breve Quod Aliquantum am 10. März 1791 mit den Worten aus: „Kann man etwas Unsinnigeres ausdenken als eine derartige Gleichheit und Freiheit für alle zu dekretieren?“
Eine normative Egalität zu konstituieren, die sich über die „natürliche Wahrnehmung“ in der Gesellschaft hinwegsetzte – dieser neuartige Gedanke erschien ihm widersinnig. Die Absage an Menschenrechte und Volkssouveränität entsprang einem Menschenbild, dessen Skepsis gegen bürgerliche und persönliche Freiheiten der Menschen in schärfstem Widerspruch zum Optimismus stand, wie er sich im Geist der Französischen Revolution niederschlug. Wesentlichen Einfluss auf dieses Breve hatte der Kardinal Giuseppe Garampi, der sich für eine organisatorische und wesensmäßige Trennung von Kirche und Politik einsetzte. Die Praxis des Ablasses verteidigte er.
Pius VI. schloss sich mit Österreich und Neapel der Koalition gegen das revolutionäre Frankreich an und musste die Folgen der Niederlage im Ersten Koalitionskrieg mittragen. Teile des Kirchenstaates wurden im Jahr 1796 im Zuge des Italienfeldzugs Napoleon Bonapartes von französischen Truppen besetzt. Bonaparte erzwang den Frieden von Tolentino (19. Februar 1797), mit dem er vom militärisch unterlegenen Kirchenstaat Gebietsabtretungen an Frankreich, die Zahlung einer erheblichen Geldsumme und die Übergabe wertvoller Kunstwerke erreichte. Nach neuerlichen militärischen Interventionen besetzten die Franzosen Anfang 1798 Rom und riefen am 15. Februar 1798 die Römische Republik aus. Der Papst wurde für abgesetzt erklärt und zunächst nach Siena, dann nach Florenz verbannt. Bereits schwerkrank, wurde er ab Ende März 1799 auf Geheiß Napoleons über Parma und Turin nach Frankreich verschleppt. Vergebens bat der achtzigjährige Papst, man möge ihn in Rom sterben lassen: „Sterben können Sie überall“, wurde ihm zur Antwort gegeben. Nach einmonatiger Haft in der Zitadelle von Valence verstarb er dort im Sommer 1799. Papst Pius VI. wurde zunächst im Garten der Zitadelle begraben; erst nach Abschluss des Konkordats mit Bonaparte durfte er umgebettet werden. Am 24. Dezember 1801 wurde der Sarg Pius’ VI. ausgegraben, mit einem Gespann von vier Pferden nach Marseille gebracht und nach Genua verschifft. Von dort kam er über Lerici, Massa, Pisa und Siena nach Rom, wo er am 18. Februar 1802 im Petersdom (Vatikanische Grotten) bestattet wurde.
Im folgenden Winter 1799/1800 traten die Kardinäle unter österreichischem Schutz zum Konklave in Venedig zusammen, aus dem im März 1800 Pius VII. hervorging.